# Allophylus arboreus
Allophylus arboreus är en kinesträdsväxtart som beskrevs av Choux. Allophylus arboreus ingår i släktet Allophylus och familjen kinesträdsväxter. Inga underarter finns listade i Catalogue of Life.